# Kaxabu

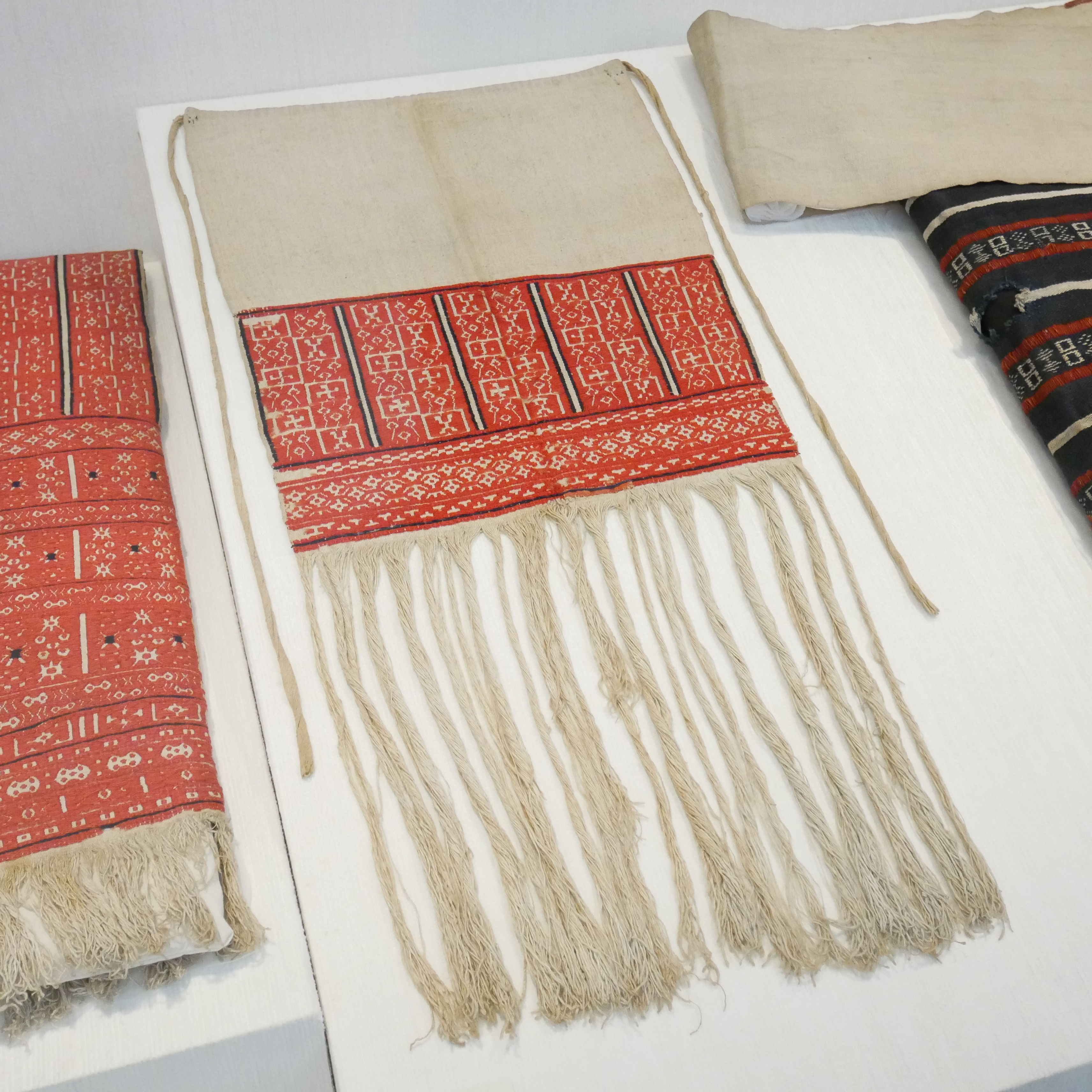
Frauenschleier der Kaxabu (Anfang 20. Jahrhundert)

Die Kaxabu (chinesisch: 噶哈巫族 Gáhāwū zú), auch Kahabu oder Kahapu, sind ein Ureinwohnervolk in Puli (Zentraltaiwan).

## Geschichte
Die Kaxabu siedelten ursprünglich am Fluss Dajia in der westtaiwanischen Ebene auf dem Gebiet der heutigen Orte Shigang und Xinshe (Stadt Taichung), weswegen sie zu den Pingpu (Flachland-Völkern) gezählt werden, obwohl sie seit dem 19. Jahrhundert im Gebirge leben. Durch mehrere Einwanderungswellen han-chinesischer Siedler seit dem 18. Jahrhundert wurden die Pingpu-Völker weitgehend verdrängt oder gingen in der Han-Bevölkerung auf. Die Kaxabu siedelten während des 19. Jahrhunderts nach Puli (Nantou) im Taiwanischen Zentralgebirge über. Die Beschwerden und Gefahren des Wegs (unter anderem durch Kopfjäger anderer Völker) wurden in mündlicher Überlieferung festgehalten. Die Kaxabu betrieben in der neuen wie in der alten Heimat Landwirtschaft und waren zuweilen ein Puffer zwischen den Han-Taiwanern im Flachland und den kriegerischen Bergvölkern.

## Kultur und heutige Situation

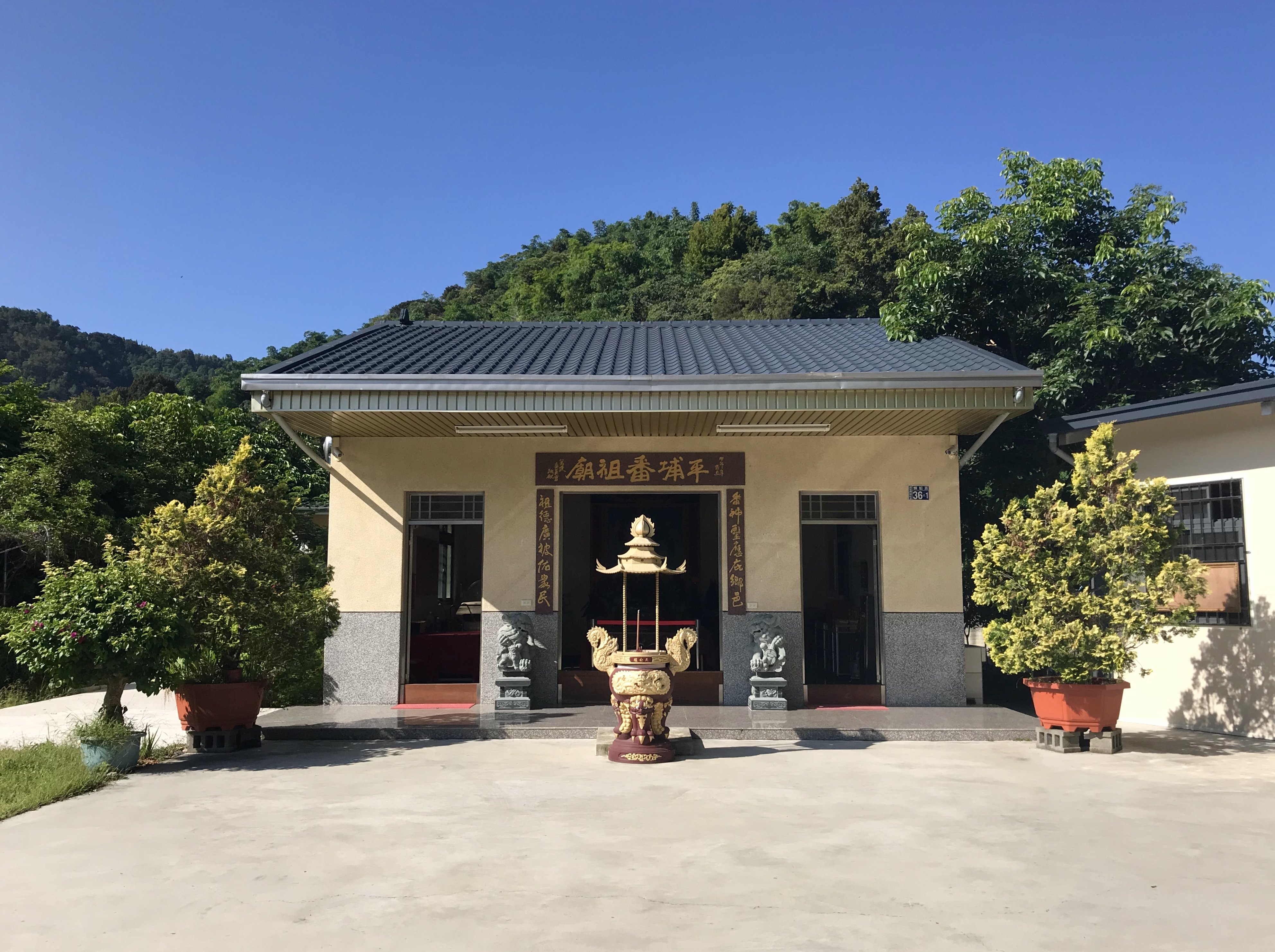
Der Pingpu-Fanzu-Tempel

Die Kaxabu trugen traditionell gewebte blaue, rote und weiße Kleidung mit geometrischen Mustern. Ihr wichtigstes Fest ist bis heute das Erntedankfest, bei dem auch Ahnen verehrt werden. Die höchste Gottheit der Kaxabu ist Apu Dadawan (chinesisch: Fanzu), der im 2014 errichteten Pingpu-Fanzu-Tempel (平埔番祖廟) in Puli verehrt wird. Der Kult ist heute stark sinisiert und ähnelt dem Daoismus.
Die Kaxabu wurden in der Vergangenheit oft zum Volk der Pazeh gezählt, mit denen sie verwandt sind, doch sehen sie sich als eigenständiges Volk und streben nach Anerkennung. Die Kaxabu-Sprache ist dokumentiert und es gibt Lehrmaterial, doch sie wird nur noch von einer Handvoll älterer Menschen gesprochen und ist akut vom Aussterben bedroht.